# Kampochloa
Kampochloa is een geslacht uit de grassenfamilie (Poaceae). De enige soort uit dit geslacht (Kampochloa brachyphylla) komt voor in Afrika.